# Wilhelm His (interniste)
Pour les articles homonymes, voir His.
Wilhelm His junior, né le 19 décembre 1863 à Bâle et mort le 10 novembre 1934, est un physiologiste et anatomiste suisse, découvreur du faisceau du même nom, structure impliquée dans la conduction de l'influx électrique des oreillettes aux ventricules cardiaques.

## Biographie
Fils lui-même d'un anatomiste, il passe son enfance à Leipzig où il étudie la médecine. Il étudie alors l'embryogenèse du cœur, montrant que ce dernier commence à battre avant la formation du système nerveux et démontrant ainsi l'absence de rôle de ce dernier dans la genèse des contractions (théorie myogène, par opposition à la théorie neurogène. Se basant sur les travaux de Walter Gaskell, il identifie par une dissection minutieuse, une structure interrompant l'anneau fibreux séparant les oreillettes des ventricules. Il postule, sans d'abord le prouver, que cette structure sert à conduire l'influx des premières vers les secondes, découvrant ainsi le faisceau de His. Dans un deuxième temps, il sectionne ce faisceau sur le cœur d'un lapin et démontre alors la survenue d'un asynchronisme entre oreillettes et ventricules. Il se désintéresse par la suite de la physiologie cardiaque et devient professeur de médecine dans différentes villes universitaires de Suisse et d'Allemagne en étudiant le rôle de l'acide urique dans la goutte.
En 1894, il est désigné pour authentifier les ossements de Jean-Sébastien Bach, exhumés de l'église Saint-Jean de Leipzig.